# Katylina (dramat)
Katylina (oryg. Catilline) – pierwszy utwór dramatyczny norweskiego dramaturga Henryka Ibsena, napisany na przełomie 1848 i 1849 roku.
Sztuka została opublikowana w 1850 r. w Christianii (dzisiejsze Oslo), pod wczesnym pseudonimem pisarza, Brynjolf Bjarme. Pod nazwiskiem autora po raz pierwszy wystawiona 3 grudnia 1881 r. w Nya Teatern (Nowym Teatrze) w Sztokholmie. Norweska premiera sztuki pod nazwiskiem Ibsena miała miejsce 24 sierpnia 1935 r. w Oslo Nye Teater.
Gdy rodzina dramaturga zaczęła mieć problemy finansowe, młody Ibsen zmuszony był samodzielnie się utrzymać – w tym celu wyjechał do Grimstad, gdzie rozpoczął praktyki w aptece. Tam zaczął przygotowywać się do studiów. W tym czasie eksperymentował z różnymi formami poezji. Podczas studiów zaciekawiły go Mowy przeciwko Katylinie Cycerona oraz Sprzysiężenie Katyliny Salustiusza, a zainteresowanie słynnym konspiratorem Katyliną stało się źródłem powstania pierwszej sztuki dramaturga. W napisanym w styczniu 1875 r. prologu drugiego wydania dramatu Ibsen napisał, że był zainspirowany burzliwą sytuacją polityczną w ówczesnej Europie, zwłaszcza powstaniem węgierskim w 1848 r. Wyjaśnił, że darzy sprawę Katyliny tak dużym zainteresowaniem, gdyż, jak pisze: niewiele jest przykładów takich postaci historycznych jak Katylina, o których pamiętamy głównie dzięki ich poskromicielom. Zatem postać Katyliny można odebrać nawet jako jednego z bohaterów stworzonych przez Ibsena, zaraz obok Branda czy Gregersa Werla.
Głównym bohaterem dramatu jest rzymski patrycjusz Lucjusz Katylina, wzorowany na historycznej postaci wspomnianego wcześniej Katyliny. Jego uczucia są rozdarte pomiędzy dwie kobiety: żonę Aurelię i westalkę Furię. Co charakterystyczne dla wczesnej twórczości Ibsena, sztuka jest metryczna, napisana bezrymowym pentametrem jambicznym.
Chociaż Katylinę uważa się za jedną z najlepszych sztuk Ibsena, można w niej znaleźć zapowiedzi wielu ważnych tematów, poruszanych dopiero w jego późniejszych dziełach. Przepełniony wątpliwościami Katylina, będąc w rozterce pomiędzy miłością a obowiązkiem, jest dość podobny do późniejszych bohaterów Ibsena, takich jak  Halvard Solness z Mistrza Solness (w kolejnym wydaniu dramat opublikowano pt. Budowniczy Solness) czy tytułowy Jan Gabriel Borkman. Furia jest również prototypem jednej z późniejszych postaci kobiecych, Heddy Gabler.
Ibsen nie był pierwszym dramatopisarzem, który napisał sztukę o Katylinie. Ben Jonson, angielski dramaturg, również poświęcił swoje dzieło tej postaci, w dramacie z 1611 r. zatytułowanym Catiline His Conspiracy.